# 阿部博人
阿部 博人（あべ ひろと、1960年 - ）は、日本の実業家。文筆家。
株式会社公共ファイナンス研究所代表取締役、NPO法人企業社会責任フォーラム代表理事、学校法人日美学園日本美容専門学校校長。

## 来歴
北海道生まれ。1983年北海道大学法学部卒。1986年松下政経塾修塾（松下政経塾第4期生）。
1987年オリエントファイナンス（現オリエントコーポレーション）入社、1989年馬里邑の子会社で家具輸入、内装デザインなどを行うスパジオ専務。
2010年東洋大学大学院経済学研究科公民連携専攻修士課程修了。

## 著書
- 『はじめに志ありき 明治に先駆けた男吉田松陰』致知出版社 1998
- 『松下幸之助の実学 あくなき探求と求道のこころ』廣済堂出版 1998
- 『南方熊楠を知っていますか? 宇宙すべてをとらえた男』サンマーク出版 2000
- 『神を知り生き方を知る 大いなるものとの出会いを訪ねて』サンマーク出版 2002
- 『君子財を愛すこれを取るに道あり 企業倫理の確立こそエクセレント・カンパニーへの道である』致知出版社 2003
- 『緒方洪庵と適塾の門弟たち 人を育て国を創る』昭和堂 2014

### 共著
- 『はじめての宗教 宗教を知り心を育む』山折哲雄,ひろさちや,上田正昭,今道友信共著 栄光 2005
- 『教師のためのコンプライアンス読本 学校の倫理法令遵守体制を構築する』中島義勝,久保内統法監修 栄光 2006
- 『はじめての政治 政治に関心を持とう社会参加しよう』蒲島郁夫,永久寿夫,真渕勝,小沢一彦,上田清司,小宮山洋子,中田宏共著 栄光 2007